# Aramid

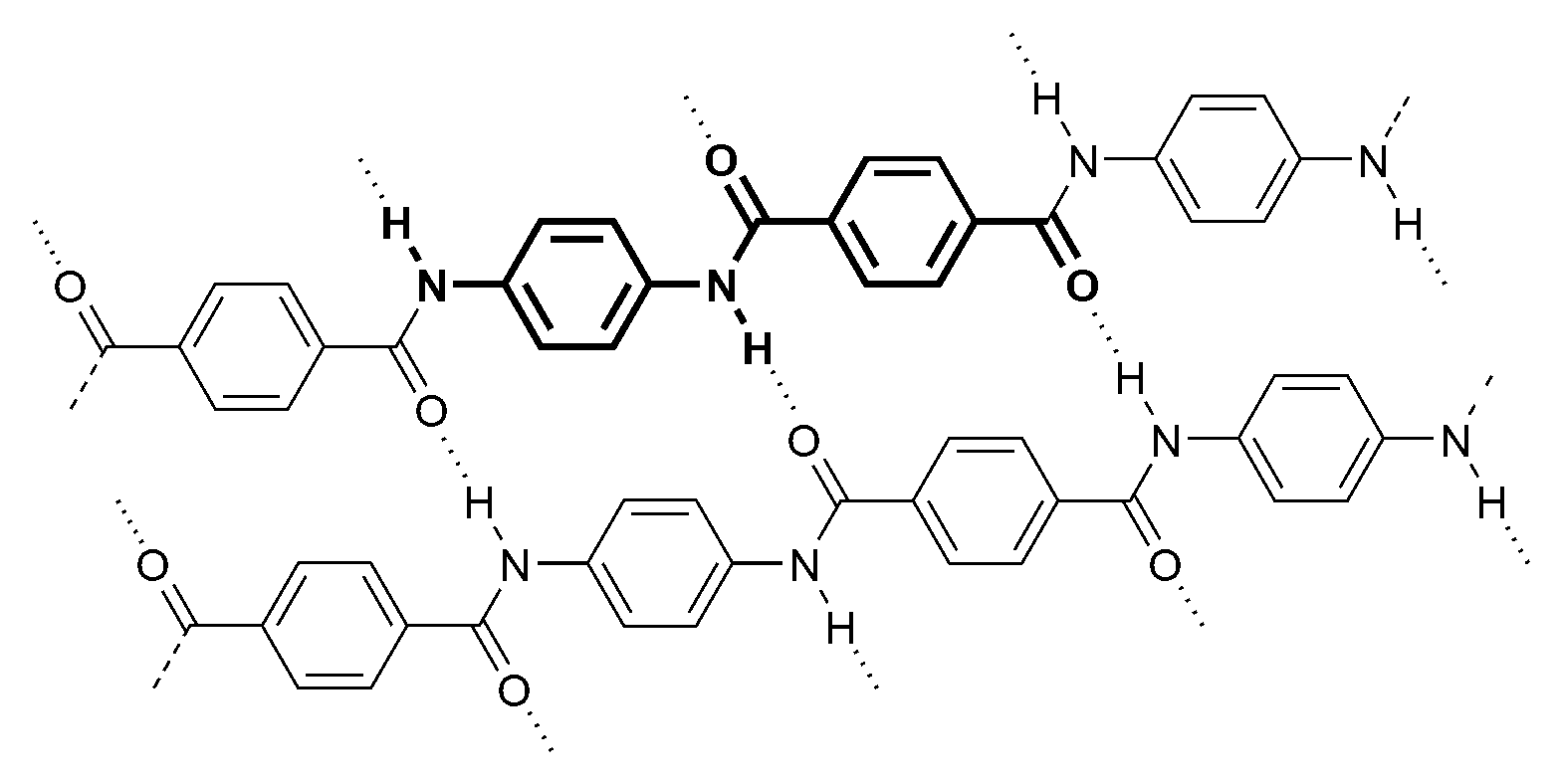
Struktura vlákna

Aramid je pevný žáruvzdorný syntetický materiál, který v roce 1961 vyvinula Američanka Stephanie Kwoleková. Používá se v leteckém průmyslu a v armádě, na výrobu neprůstřelných vest a jako náhražka azbestu. Název vznikl zkrácením názvu „aromatický polyamid“.
Nejznámějším aramidovým vláknem (para-amid nylon) je kevlar, jeho verze od firmy Teijin nazývaná twaron a jeho ohnivzdorná varianta nomex.

## Výroba
Podle Federální obchodní komise (The US Federal Trade Commission) je aramidové vlákno definováno jako „vlákno vyrobené z polyamidu s dlouhým uhlovodíkovým řetězcem, jehož alespoň 85 % peptidických vazeb spojuje dvě aromatická jádra“.
Vyrábí se navíjením pevného vlákna z kapalného roztoku, což je umožněno iontovou složkou reakční směsi (chlorid vápenatý), která se váže na vodíkové můstky amidové skupiny, a volbou organického rozpouštědla (N-methylpyrrolidon).

## Vlastnosti aramidového vlákna
- citlivé na ultrafialové záření, vlhkost a salinitu
- odolné vůči odření, teplu a organickým rozpouštědlům
- nevodivé
- bez teploty tání
- špatně zápalné
- dobře zpracovatelné v továrnách při zvýšených teplotách
- vysoká pevnost a vysoký Youngův modul pružnosti
- obtížně barvitelné – většinou se barví ještě rozpuštěná forma

## Nejčastější průmyslové užití
- ohnivzdorné oblečení
- ochranné oblečení a helmy
- neprůstřelná vesta; již bývá nahrazeno polyethylenem s vysokou molární hmotností jako Dyneema (Spectra).
- kompozitní materiály
- náhražky azbestu
- horkovzdušné filtrování
- výztuže pneumatik a jiných gumových výrobků
- provazy a lana
- plachty lodí
- sportovní pomůcky
- blány bubnů
- membrány reproduktorů
- kánoe a jiné lodě